# Aglaophenia lateseptata
Aglaophenia lateseptata är en nässeldjursart som beskrevs av John Fraser 1948. Aglaophenia lateseptata ingår i släktet Aglaophenia och familjen Aglaopheniidae. Inga underarter finns listade i Catalogue of Life.